# 아키 긴지
아키 긴지(일본어: 安芸 銀治, 1994년 6월 4일~)는 일본의 축구 선수이다.

## 구단 경력
그는 2013년부터 2016년까지 류쓰케이자이 대학에서 활동하였다. 2017년 J3리그의 블라우블리츠 아키타에 입단했다. 2018년 일본 풋볼 리그의 라인미어 아오모리로 이적했다.